# Rennes (Cher)
Die Rennes ist ein Fluss in Frankreich, der im Département Loir-et-Cher in der Region Centre-Val de Loire verläuft. Sie entspringt im südlichen Gemeindegebiet von Sassay, entwässert in einem Bogen von Süd über West nach Nordwest und mündet nach rund 21 Kilometern im Gemeindegebiet von Thésée als rechter Nebenfluss in den Cher. In seinem Mittelabschnitt verläuft die Rennes parallel zur Autobahn A85.

## Orte am Fluss
(Reihenfolge in Fließrichtung)
- La Charmoise, Gemeinde Sassay
- Chémery
- Méhers
- Saint-Romain-sur-Cher
- Avigne, Gemeinde Thésée
- Thésée